# دهستان میلانلو
دهستان میلانلو نام دهستانی در بخش مرکزی شهرستان اسفراین، استان خراسان شمالی در ایران است. بر اساس سرشماری مرکز آمار ایران در سال ۱۳۸۵، جمعیت آن ۳۹۳۶ نفر (۸۹۱ خانوار) بوده‌است.